# Бербешть (Лалошу, Вилча)
Бербешть, Бербешті (рум. Berbești) — село у повіті Вилча в Румунії. Входить до складу комуни Лалошу.
Село розташоване на відстані 161 км на захід від Бухареста, 70 км на південь від Римніку-Вилчі, 28 км на північний схід від Крайови.

## Населення
За даними перепису населення 2002 року у селі проживали 529 осіб, усі — румуни. Усі жителі села рідною мовою назвали румунську.